# Луций Елий Сеян
Луций Елий Сеян (на латински: Lucius Aelius Seianus), при раждането си – Луций Сей (на латински: Lucius Seius) е римски военен и държавник, комадир на преторианската гвардия от 14 (или 15) г., консул от 31 г.
След доброволното изгнание на император Тиберий на остров Капри, Сеян става фактически владетел на Рим. През 31 г., в зенита на могъществото му, след обвинение в заговор е заловен и убит. Децата му са убити, а неговото име – осъдено на забвение (damnatio memoriae). Основният и най-ранен, но непълен и пристрастен източник на сведения за Сеян, е „Анали“ на Тацит.

## Произход
Луций Елий Сеян е роден във Волсинии, Етрурия между 20 и 16 пр.н.е.
Произхожда от семейство от конническото съсловие по бащина линия. Баща му се казва Луций Сей Страбон. Майка му Коскония Галита (дъщеря на Гней Корнелий Лентул Авгур и втора съпруга на Страбон) принадлежи към знатния род на Юниите. От името му може да се съди, че е осиновен от Елиите. Осиновява го Секст Елий Кат, който е роднина на баща му. Така той става осиновен брат на Елия Петина, която се омъжва през 28 г. за бъдещия император Клавдий.
В периода 1 – 4 г. пр.н.е. Луций Сеян съпровожда Гай Цезар, един от внуците на Октавиан в поход на Изток и вероятно по това време се запознава с Тиберий.
След като Тиберий идва на власт през 14 г., назначава Сеян за колега на своя баща на поста преториански префект. Скоро след това Сеян вече има голямо влияние над Тиберий. През 15 г. съпровожда сина му Друз в Панония при потушаването на метеж в армията. През 15 г. баща му Страбон е назначен на длъжността на префект на Египет, а Сеян остава единствен командир на преторианците.
През 20 г. Юнила, дъщерята на Сеян, е обещана на Друз, сина на бъдещия император Клавдий. Същата година Сеян получава преториански отличия.
През 23 г. внезапно умира наследника на Тиберий – Друз Юлий Цезар. И Тацит и Светоний твърдят, че зад тази смърт стои Сеян.
Също през 23 г. Сеян съблазнява Ливила – жената на Друз, син на Тиберий. Развежда се със своята жена Апиката, от която има 3 деца. Скоро Друз умира неочаквано. Истинската причина за смъртта му се разбира 8 години по-късно, когато отдавна Сеян е убит. Бившата му жена в предсмъртното си писмо разказва, че Сеян и Ливила са отровили с бавнодействаща отрова Друз.
Едновременно с това Сеян се старае да възбуди подозрения от страна на Тиберий към Агрипина Старша, нейните синове от Германик и други от обкръжението ѝ, като ги обвинява в нелояност. В резултат на интригите на Сеян в периода 24 – 28 г. са осъдени няколко семейства, поддръжници на Германик – Гай Силий, Созий Гал, Титий Сабин.
През 26 г. Сеян иска от Тиберий ръката на Ливила, но получава отказ. По съвет на Сеян, Тиберий напуска Рим и се отправя в началото към Кампания, а след това и към остров Капри. През 29 – 30 г. жертви на неговите интриги стават и Агрипина и нейните големи синове Нерон и Друз.
През 31 г. Сеян достига пика на своето могъщество. Заема длъжността оргинарен консул, заедно с Тиберий. Получава проконсулска власт и влиза в колегията на понтифиците. Омъжва се за Юлия, внучката на Тиберий.
Антония, вдовицата на Друз Старши, в писмо до Тиберий обвинява Сеян в подготовка на заговор срещу императора. Разбирайки за това, Тиберий тайно организира и осъществява низложението на Сеян.
В нощта на 17 срещу 18 октомври Макрон е в Рим, където се среща в префекта на нощната стража Грециний Лакон и приятеля на принцепса Мемий Регул, суфектконсул през 31 г. Заедно съгласуват общ план за действие срещу Сеян.
На 18 октомври 31 г. Макрон приема командването над преторианците. Преторианската охрана на Сената е заменена от вигили, а в Сената е прочетено писмо на Тиберий с обвинения по адрес на Сеян. Консулът Регул арестува Сеян. Същия ден вечерта Сеян е убит в съответствие с постановление на Сената, а тялото му е разкъсано от тълпата. След това са убити трите деца на Сеян и много негови роднини и поддръжници.
Към Сеян е осъществена обичайната в такива случаи процедура damnatio memoriae – името на префекта е зачеркнато от консулските списъци (Fasti Ostiens. Inscr., XIII, 187), неговите статуи са разрушени. На бронзовите монети, пуснати от някои общини в чест на консулите от 31 г., името на Сеян е изтрито. Внезапната смърт на императорския любимец получава голям отзвук по всички краища на Римската империя. Денят 18 октомври е обявен за празник – из цялата империя се носят благодарствени молитви за спасението на Август и се изсичат надписи в чест на избавлението от врага.